# Jon Shenk

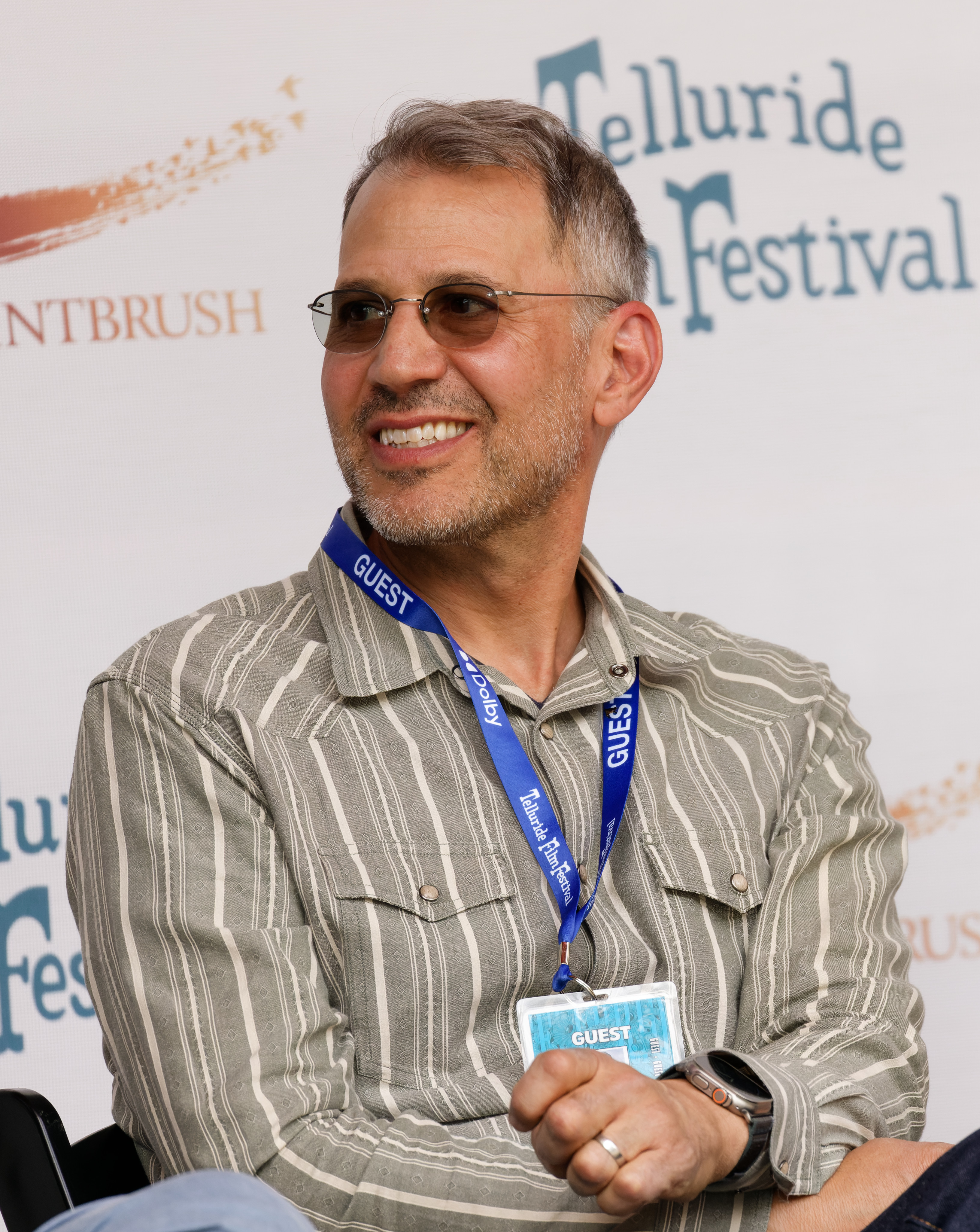
Jon Shenk (2024)

Jon Shenk (* in Cincinnati, Ohio) ist ein US-amerikanischer Filmregisseur und Kameramann.

## Leben
Jon Shenk wuchs in seiner Geburtsstadt Cincinnati, Ohio und machte 1987 seinen Abschluss an der Wyoming High School. Anschließend studierte er Englische Literatur an der Yale University auf Bachelor und machte einen Masterabschluss als Dokumentarfilmer an der Stanford University.
Seine Karriere begann bei Lucasfilm, wo er an Behind-the-Scenes-Features für Star Wars: Episode I – Die dunkle Bedrohung (1999) arbeitete und die Making-of-Dokumentation The Beginning: Making Episode 1 (2001) verantwortete. 1999 gründete er Actual Films zusammen mit Bonni Cohen und Justine Nagan.
Shenk drehte 2003 Lost Boys of Sudan, für den er mit dem Independent Spirit Award ausgezeichnet wurde. Er befand sich auch auf der Shortlist für den Oscar, wurde aber nicht nominiert. 2004 folgte Democracy Afghan Style, bei dem er die Ko-Regie führte. 2007 erhielt er einen Emmy für Blame Somebody Else. 2009 war er Kameramann beim Oscar-nominierten Film Smile Pinki von Megan Mylan.
2017 drehte er zusammen mit Bonni Cohen Immer noch eine unbequeme Wahrheit – Unsere Zeit läuft, eine Art Sequel zu Al Gores berühmter Dokumentation Eine unbequeme Wahrheit. Für Athletin A erhielt er 2021 seinen zweiten Emmy.
2022 war er für Nach Hause, den er zusammen mit Pedro Kos drehte, in der Kategorie Bester Dokumentar-Kurzfilm für einen Oscar nominiert.

## Filmografie (Auswahl)

### Regie
- 2001: The Beginning: Making Episode 1
- 2002: From Puppets to Pixels: Digital Characters in 'Episode II'
- 2003: Lost Boys of Sudan
- 2011: The Island President
- 2016: Audrie & Daisy
- 2017: Immer noch eine unbequeme Wahrheit: Unsere Zeit läuft (An Inconvenient Sequel: Truth to Power)
- 2019: Splash (Kurzfilm)
- 2020: Athletin (Athlete A)
- 2021: Nach Hause (Lead Me Home) (Kurzfilm)
- 2024: The White House Effect
- 2024: In Waves and War

### Kamera
- 2002: State of the Art: The Pre-Visualization of 'Episode II'
- 2002: National Geographic Special: Skin
- 2004: Big Enough
- 2007: No End in Sight: Invasion der Amateure? (No End in Sight)
- 2014: Mission Blue
- 2020: Sommer der Krüppelbewegung (Crip Camp)
- 2023: Voices Rising: The Music of Wakanda Forever